# Стрельцова, Татьяна Дмитриевна
Татьяна Дмитриевна Стрельцова (15 февраля 1953 — 17 ноября 2023) — советская и киргизская актриса, народная артистка Киргизии (1996 год).

## Биография
Родилась 15 февраля 1953 года в посёлке Москалёвка Кустанайской области Казахской ССР, девичья фамилия Кошак.
В 1972 году окончила Театральную студию при Государственном русском драматическом театре им. Крупской в городе Фрунзе. Работала в том же театре (сейчас — Киргизский русский театр драмы имени Ч. Айтматова).
Сыграла более 70 ролей, в том числе:
- Галя Четвертак — «А зори здесь тихие» Б. Васильев
- Золушка — «Золушка» Е.Шварц по сказке Ш. Перро
- Элиза Дулитл — «Пигмалион» Б. Шоу
- Инна — «Дети Ванюшина»
- Агафья — «Живи и помни»
- Лиза — «Горе от ума»
- Конек-Горбунок — «Конек-Горбунок» П. Ершов
- Клавдия — «Много шума из ничего» У. Шекспир

Заслуженная артистка Киргизской ССР (1983 год). Народная артистка Республики Кыргызстан (Указ Президента КР от 13 июня 1996 г.).
В 2007 году на Втором республиканском театральном фестивале, проходившем в городе Ош, была награждена медалью Даркул Куюковой в номинации «Лучшая женская роль».
Тяжело болела с 2013 года. Умерла 17 ноября 2023 года.